# Abația Thelemei
Abația Thelemei este o casă mică care a fost folosită ca templu și centru spiritual. A fost fondată de Aleister Crowley și Leah Hirsig în Cefalù, Sicilia, Italia în 1920.

## Nume
Numele a fost împrumutat de la satira lui François Rabelais Gargantua și Pantagruel  care un Abbaye de Thélème este descris ca un fel de "anti-mănăstire" în care viața locuitorilor nu era "folosită în legi sau reguli, dar după voința și plăcerea lor liberă. " 

## Obiective
Această utopie idealistă urma să fie modelul comunității lui Crowley, fiind totodată un tip de școală magică, dându-i denumirea "Collegium ad Spiritum Sanctum", un Colegiu către Spiritul Sfânt. Programul general a fost în concordanță cu cursul de formare A∴A, și a inclus adorările zilnice la soare, un studiu al scrierilor lui Crowley, practicile obișnuite yogice și rituale (care urmau să fie înregistrate), precum și munca internă generală. Obiectul a fost ca elevii să se dedice Marii Lucrari de a descoperi și manifesta voința lor adevărată. Crowley plănuise să transforme casa într-un centru mondial de devotament magic și, probabil, să obțină taxe de școlarizare plătite de acoliții care căutau cursuri în Arte Magice; aceste taxe îl vor ajuta în continuare în eforturile sale de a publica Thelema și de a publica manuscrisele sale.

## Raoul Loveday
În 1923, un student la Oxford, în vârstă de 23 de ani, numit Frederick Charles Loveday, a murit la Abatie. Soția sa, Betty May, a învinuit de moartea sa declarând ca a fost cauzată de participarea sa la unul dintre ritualurile lui Crowley sau la diagnosticarea mai probabilă a febrei tifoide acute contractate din pricina consumului de apă de la un izvor de munte. Crowley l-a avertizat pe tânăr să nu bea apă, așa cum se menționează în biografiile lui Lawrence Sutin, Richard Kaczynski și alții. 
Când s-a întors la Londra, a oferit un interviu unei pagini de tabloid, The Sunday Express, care a inclus povestea ei în atacurile sale în curs de desfășurare asupra lui Crowley. Cu aceste zvonuri similare despre activitățile de la Abație, guvernul lui Benito Mussolini a cerut ca Crowley să părăsească țara în 1923.  După plecarea lui Crowley, mănăstirea din Thelema a fost abandonată în cele din urmă, iar locuitorii locali au zugrăvit peste picturile murale ale lui Crowley. 

## Jane Wolfe

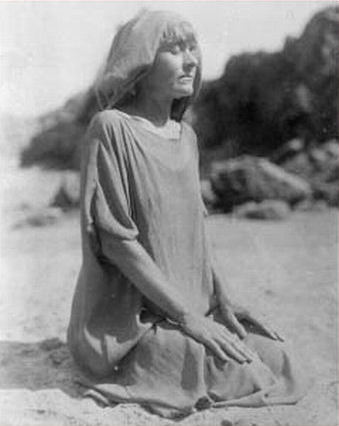
Jane Wolfe meditează pe plaja din apropierea mănăstirii din Thelema

Jane Wolfe a lucrat timp de trei ani cu sistemul Thelemic de instruire a lui Crowley din Cefalu și a ieșit din acei ani cu un grad de realizare, după ce a supraviețuit ordinelor lui Crowley. În timp ce era rezident la mănăstirea din Thelema, Wolfe a fost admisa în A∴A, luând numele magic Soror Estai. Ea a întreprins diverse practici, printre care yoga, dharana și pranayama, despre care a ținut o înregistrare detaliată, care ulterior a fost publicată de Colegiul Thelema din California de Nord ca Jurnalele din Cefalu .  Mai târziu a lucrat ca reprezentant personal al lui Crowley în Londra și Paris. 

## Starea actuală și cultura populară

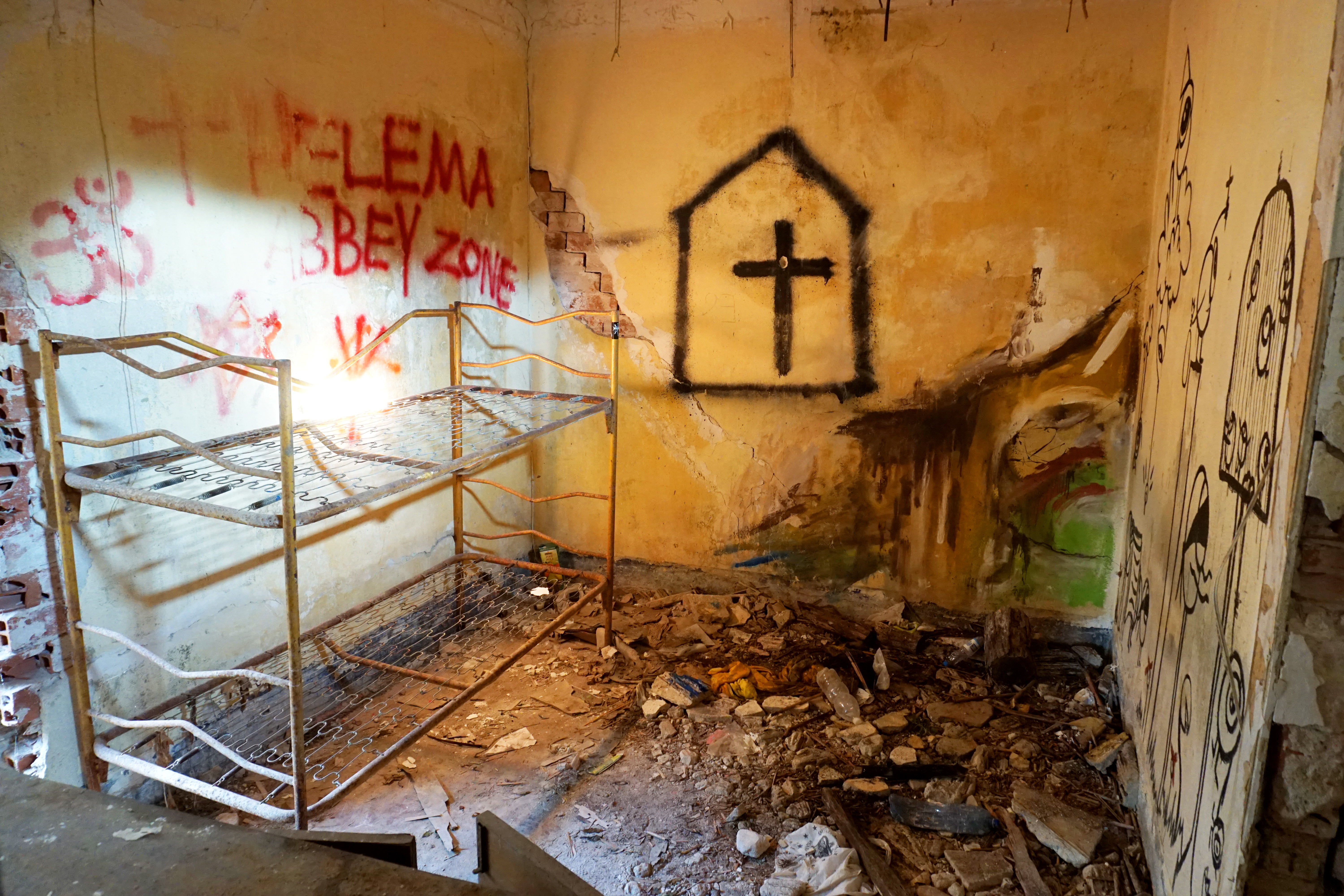
Inauntrul Abatiei Thelema, 2017

- Vila se află astăzi într-o stare foarte rea. Regizorul de filme Kenneth Anger, el însuși un devotat al lui Crowley, mai târziu a descoperit și filmat câteva dintre picturile sale în filmul Thelema Abbey (1955), considerat acum un film pierdut. [7] Recent, alte picturi murale au fost descoperite, iar fotografiile lor au fost postate pe Internet. „Abbey of Thelema“ rămâne un nume popular pentru diverse societăți magice, vrăjitorie cuiburi, și sataniste grote.
- Artistul danez Joachim Koester a creat cinci culori și cinci fotografii alb-negru ale vilei; aceste fotografii cuprind lucrările lui "Morning of the Magicians" (2005). [8]
- Kenneth Anger a revizuit Abbey în 2007, la 52 de ani după vizita sa din 1955, și a făcut un scurt clip video care poate fi găsit ca un "extra" pe DVD-ul "Anger Me".
- O piesă numită Abbey Of Thelema a fost inclusă în primul album al trupei Gillan .

## Galerie

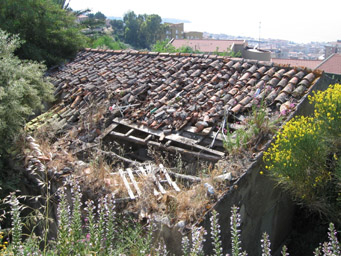
Ruinele mănăstirii
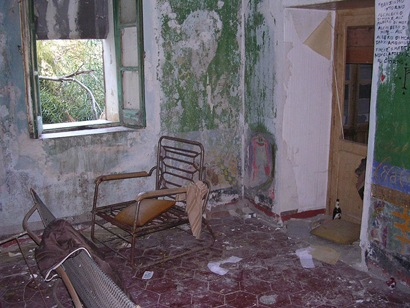
Camerele actuale din Abația Thelemei
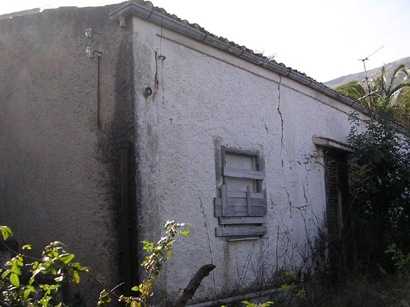
Mănăstirea din Thelema, actuala capelă